# IL27
IL27 (англ. Interleukin 27) – білок, який кодується однойменним геном, розташованим у людей на короткому плечі 16-ї хромосоми. Довжина поліпептидного ланцюга білка становить 243 амінокислот, а молекулярна маса — 27 493.
| 10         |  | 20         |  | 30         |  | 40         |  | 50         |
| ---------- |  | ---------- |  | ---------- |  | ---------- |  | ---------- |
| MGQTAGDLGW |  | RLSLLLLPLL |  | LVQAGVWGFP |  | RPPGRPQLSL |  | QELRREFTVS |
| LHLARKLLSE |  | VRGQAHRFAE |  | SHLPGVNLYL |  | LPLGEQLPDV |  | SLTFQAWRRL |
| SDPERLCFIS |  | TTLQPFHALL |  | GGLGTQGRWT |  | NMERMQLWAM |  | RLDLRDLQRH |
| LRFQVLAAGF |  | NLPEEEEEEE |  | EEEEEERKGL |  | LPGALGSALQ |  | GPAQVSWPQL |
| LSTYRLLHSL |  | ELVLSRAVRE |  | LLLLSKAGHS |  | VWPLGFPTLS |  | PQP        |

A: Аланін

C: Цистеїн

D: Аспарагінова кислота

E: Глутамінова кислота

F: Фенілаланін

G: Гліцин

H: Гістидин

I: Ізолейцин

K: Лізин

L: Лейцин

M: Метіонін

N: Аспарагін

P: Пролін

Q: Глутамін

R: Аргінін

S: Серин

T: Треонін

V: Валін

W: Триптофан

Кодований геном білок за функцією належить до цитокінів. 
Задіяний у таких біологічних процесах, як імунітет, вроджений імунітет, запальна відповідь. 
Секретований назовні.